# 2008 LC18
2006 RJ103, também escrito como 2008 LC18, é um troiano de Netuno que tem o mesmo período orbital que Netuno em seu ponto de Lagrange L5. Ele possui uma magnitude absoluta de 8,4 e tem um diâmetro com cerca de 92 km.

## Descoberta
2006 RJ103 foi descoberto no dia 7 de junho de 2008, pelos astrônomos Scott S. Sheppard e Chad Trujillo usando o telescópio Subaru.

## Órbita
A órbita de 2006 RJ103 tem uma excentricidade de 0,084 e possui um semieixo maior de 29,972 UA. O seu periélio leva o mesmo a uma distância de 27,464 UA em relação ao Sol e seu afélio a 32,480 UA.